# Дрезденский мирный договор
Дрезденский мирный договор (нем. Frieden von Dresden) — сепаратный мирный договор, подписанный 25 декабря 1745 года в Дрездене между Пруссией с одной стороны и Австрией и Саксонией — с другой. Мир завершил Вторую Силезскую войну (1744—1745), бывшую частью Войны за австрийское наследство (1740—1748).
После успехов Австрии в параллельной войне за австрийское наследство и выхода Баварии из антиавстрийской коалиции (Фюссенский мир 22 апреля 1745 г.) положение Пруссии стало тяжелым. Четверной союз между Австрией, Великобританией, Нидерландами и Саксонией (заключенный 8 января 1745 года в Варшаве) имел целью отвоевать Силезию и отобрать часть бранденбургских владений, которые должны были быть разделены между Австрией и Саксонией. Лишь после побед Пруссии в сражениях при Зооре (30 сентября 1745 г.) и Кессельсдорфе (15 декабря 1745 г.) и занятия Дрездена Леопольдом фон Дессау (17 декабря 1745 г.) Мария Терезия решила заключить мир.
Прусский король Фридрих II также инициировал 15 декабря 1745 года мирные переговоры. У него не было достаточных ресурсов для финансирования новой кампании, и ему приходилось опасаться вмешательства России на стороне Саксонии и Австрии. Король Великобритании Георг II также настаивал на мире, поскольку он был занят борьбой с восстанием якобитов, а Австрия также была склонна использовать всю свою силу против испанцев и французов в Италии и в Австрийских Нидерландах.
25 декабря 1745 года переговоры в Дрездене завершились и был подписан мирный договор. В соответствии с предварительным Бреслауским миром 1742 года он подтвердил суверенное владение Пруссией Силезии, за исключением юго-восточных княжеств Тешин и Опава. Муж Марии Терезии, Франц I, избранный теперь императором (13 сентября 1745 г.), был признан Фридрихом II. Мирное соглашение было самым невыгодным для Саксонии. Она выплатила Пруссии военную контрибуцию в размере одного миллиона талеров, была вынужден разрешить таможенные споры с Пруссией не в свою пользу, а также признать, что насильно завербованные саксонцы остались в прусской армии. Дрезденский мир был гарантирован Великобританией и Священной Римской империей.
Пруссия сепаратно вышла из войны, но военные действия продолжались ещё в Южных Нидерландах, Италии, а главное, в колониях между Великобританией и Францией. Условия Дрезденского мира были подтверждены Ахенским миром 1748 года, завершившим в итоге эту войну.